# Terry Brain
Terence Brain, né en 1956 à Bristol et décédé le 25 mars 2016 à Bristol, était un animateur britannique connu pour son travail sur des programmes tels que The Trap Door et Wallace et Gromit. Il est mort chez lui après une bataille de deux ans contre le cancer.

## Filmographie

### Département animation

#### Cinéma
- 2000 : Chicken Run
- 2005 : Wallace et Gromit - Le mystère du lapin-garou
- 2015 : Shaun le mouton, le film
- 2015 : Wolves and Dogs: Howls for Full Moon

#### Courts-métrages
- 1993 : Wallace & Gromit: Un mauvais pantalon

#### Télévision

##### Séries télévisées
- 1988 : Stoppit and Tidyup
- 2002 : Wallace & Gromit's Cracking Contraptions
- 2003-2006 : Creature Comforts
- 2007 : Creature Comforts America
- 2009 : Voici Timmy
- 2011-2014 : DC's World's Funnest
- 2014 : Shaun le mouton

### Réalisateur

#### Séries télévisées
- 1984 : The Trap Door
- 1990 : Bump

### Effets spéciaux

#### Courts-métrages
- 1999 : Little Dark Poet

### Scénariste

#### Séries télévisées
- 1984 : The Trap Door
- 1988 : Stoppit and Tidyup